# Maria Madalena Postel
Maria Madalena Postel (Barfleur, Normandia, França, 28 de novembro de 1756 — Saint-Sauveur-le-Vicomte, 16 de julho de 1846) foi uma religiosa francesa.
Filha primogênita do casal João Postel e Thereza Levallois, teve um parto difícil. A recém-nascida recebeu o batismo de emergência e o nome de Júlia Francisca Katharina Postel.
O papa Pio X aprovou, em 22 de janeiro de 1908, um milagre que segundo os católicos teria sido intermediado por ela. Em 24 de maio de 1925 foi canonizada pelo papa Pio XI.